# Yoro megye
Yoro Honduras egyik megyéje. Az 1825. június 28-án létrejött megye az ország középpontjától kissé északra terül el. Székhelye Yoro.

## Földrajz
Az ország középpontjáról északra elterülő megye északon Atlántida, keleten Colón, délkeleten Olancho, délen Francisco Morazán és Comayagua, nyugaton pedig Cortés megyékkel határos.

## Népesség
Ahogy egész Hondurasban, a népesség növekedése Yoro megyében is gyors. A változásokat szemlélteti az alábbi táblázat:
| Év             | Lakosság |
| -------------- | -------- |
| 1988           | 346 316  |
| 2001           | 465 414  |
| 2010 (becsült) | 552 096  |

## Nevezetességek
A megye világszerte egyedülálló eseménye a rendszeresen előforduló yorói haleső, amelynek során nagy mennyiségű kisebb hal hull le egy-egy térségre.